# Barranc de la Rovira (Conques)
El barranc de la Rovira és un afluent que es forma en terme de Conques, actualment terme municipal d'Isona i Conca Dellà, al Pallars Jussà, i no l'abandona fins a abocar-se en el riu de Conques. Rep per la dreta la Llaueta de Presquiró, després el barranc de Font Freda, i ja cap al final del seu recorregut, per l'esquerra rep el barranc de la Ferreria. S'aboca en el riu de Conques al sud de la Cabana del Montanyès. S'hi van passar unes batalles durant la Guerra Civil.